# Floyd County (Indiana)
Floyd County ist ein County im Bundesstaat Indiana der Vereinigten Staaten. Der Verwaltungssitz (County Seat) ist New Albany.

## Geographie
Das County liegt im Süden von Indiana, grenzt im Südwesten an Kentucky und hat eine Fläche von 384 Quadratkilometern, wovon ein Quadratkilometer Wasserfläche ist. Es grenzt im Uhrzeigersinn an folgende Countys: Clark County, Jefferson County (Kentucky), Harrison County und Washington County.

## Geschichte
Floyd County wurde am 2. Januar 1819 aus Teilen des Clark County und des Harrison County gebildet. Benannt wurde es nach John Floyd einem Colonel aus Kentucky.
19 Bauwerke und Stätten des Countys sind im National Register of Historic Places eingetragen (Stand 1. September 2017).

## Demografische Daten

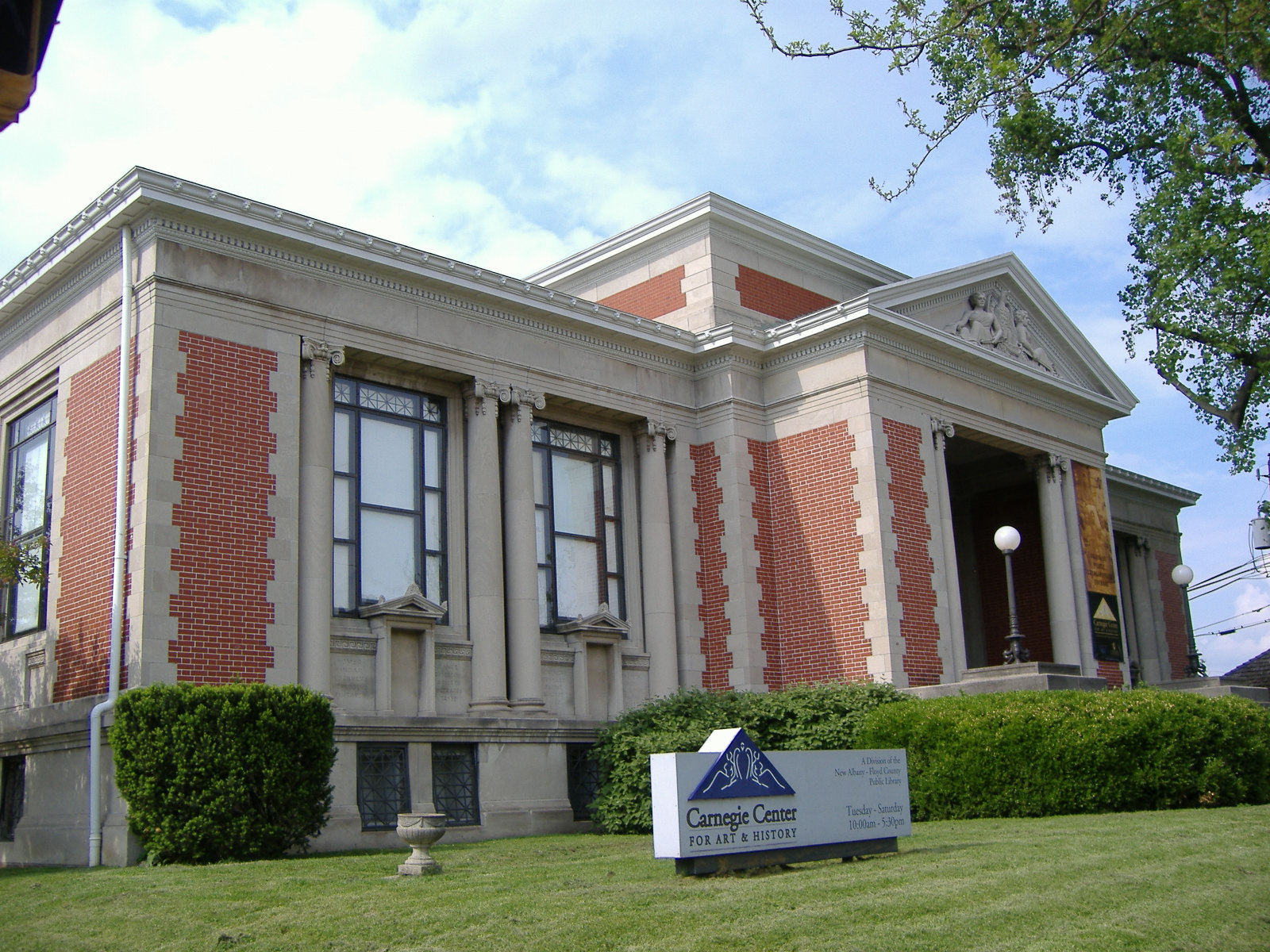
Ehemalige Bibliothek

Nach der Volkszählung im Jahr 2000 lebten im Floyd County 70.823 Menschen in 27.511 Haushalten und 19.697 Familien. Die Bevölkerungsdichte betrug 185 Einwohner pro Quadratkilometer. Ethnisch betrachtet setzte sich die Bevölkerung zusammen aus 93,23 Prozent Weißen, 4,41 Prozent Afroamerikanern, 0,21 Prozent amerikanischen Ureinwohnern, 0,46 Prozent Asiaten, 0,04 Prozent Bewohnern aus dem pazifischen Inselraum und 0,50 Prozent aus anderen ethnischen Gruppen; 1,15 Prozent stammten von zwei oder mehr Ethnien ab. 1,09 Prozent der Bevölkerung waren spanischer oder lateinamerikanischer Abstammung.
Von den 27.511 Haushalten hatten 34,7 Prozent Kinder unter 18 Jahre, die mit ihnen im Haushalt lebten. 55,4 Prozent waren verheiratete, zusammenlebende Paare, 12,4 Prozent waren allein erziehende Mütter und 28,4 Prozent waren keine Familien. 23,5 Prozent waren Singlehaushalte und in 8,7 Prozent lebten Menschen mit 65 Jahren oder darüber. Die Durchschnittshaushaltsgröße betrug 2,54 und die durchschnittliche Familiengröße lag bei 3,00 Personen.
25,8 Prozent der Bevölkerung waren unter 18 Jahre alt, 8,4 Prozent zwischen 18 und 24, 29,9 Prozent zwischen 25 und 44 Jahre. 23,6 Prozent zwischen 45 und 64 und 12,3 Prozent waren 65 Jahre alt oder älter. Das Durchschnittsalter betrug 37 Jahre. Auf 100 weibliche Personen kamen 93 männliche Personen. Auf 100 Frauen im Alter von 18 Jahren und darüber kamen 89,9 Männer.
Das jährliche Durchschnittseinkommen eines Haushalts betrug 44.022 USD, das Durchschnittseinkommen der Familien 52.401 USD. Männer hatten ein Durchschnittseinkommen von 37.613 USD, Frauen 26.539 USD. Das Prokopfeinkommen betrug 21.852 USD. 6,9 Prozent der Familien und 8,7 Prozent der Bevölkerung lebten unterhalb der Armutsgrenze.

## Orte im County
- Blackiston Mill
- Duncan
- Edwardsville
- Floyds Knobs
- Galena
- Georgetown
- Greenville
- Navilleton
- New Albany
- Saint Joseph
- Saint Marys
- Scottsville
- Silver Hills

Townships
- Franklin Township
- Georgetown Township
- Greenville Township
- Lafayette Township
- New Albany Township